# Leptoperla rubiconis
Leptoperla rubiconis är en bäcksländeart som beskrevs av Günther Theischinger 1984. Leptoperla rubiconis ingår i släktet Leptoperla och familjen Gripopterygidae. Inga underarter finns listade i Catalogue of Life.